# Корзинкін Володимир Федорович
Володимир Федорович Корзинкін (18 липня 1933, село, тепер Тверської області, Російська Федерація — 2004, місто Алчевськ Луганської області) — український радянський діяч, сталевар, новатор виробництва у металургійній промисловості. Герой Соціалістичної Праці (30.03.1971). Кандидат у члени ЦК КПУ в 1976—1986 р.

## Біографія
Народився у родині селянина, голови сільської ради.
У 1954 році закінчив ремісниче училище № 5 міста Електросталь Московської області.
У 1954—1957 роках — підручний сталевара, у 1957—1983 роках — сталевар Ворошиловського (Комунарського) металургійного заводу Луганської (Ворошиловградської) області.
Член КПРС з 1962 року.
У 1962—1963 роках — сталевар-наставник металургійного комбінату в Болгарській Народній Республіці.
Без відриву від виробництва закінчив Комунарський індустріальний технікум.
У 1983—1987 роках — майстер виробничого навчання підручних сталеварів Комунарського професійно-технічного училища № 8 Ворошиловградської області.
Потім — на пенсії у місті Комунарську (Алчевську) Луганської області.

## Нагороди
- Герой Соціалістичної Праці (30.03.1971)
- орден Леніна (30.03.1971)
- орден Трудового Червоного Прапора
- орден Знак Пошани
- медалі
- заслужений металург Української РСР
- почесний громадянин міста Комунарська (Алчевська) (1983)